# Jadwiga
Jadwiga (pronunciación en polaco: [jadˈviɡa]; diminutivo Jadzia [ˈjadʑa]) es un nombre femenino polaco. Se origina en el antiguo nombre germánico Hedwig (compuesto por hadu, "batalla", y wig, "lucha").
- Jadwiga la Grande de Polonia, reina de Polonia y madre de Casimiro III de Polonia (que reinó de 1333 a 1370).
- Jadwiga de Żagań, reina de Polonia, esposa de Casimiro III de Polonia.
- Jadwiga de Polonia (1374-1399), (femenino) reina de Polonia, nombrada después de santa Hedwig de Andechs (Alemán: Heilige Hedwig von Andechs; Polaco: Święta Jadwiga Śląska).
- Jadwiga Jaguellon, miembro de la Dinastía Jagellón y consorte del Príncipe Elector de Brandeburgo.
- Jadwiga Pilsudska-Jaraczewska, era la hija más joven del líder polaco y héroe militar mariscal Jozef Pilsudski. Después de la invasión alemana de su país, huyó a Gran Bretaña, donde sirvió durante la guerra como piloto auxiliar de transporte aéreo. Considerada heroína de Polonia.

En la ficción:
- Jadzia, un humanoide de Dax, un simbionte en Star Trek: Deep Space 9.
- Jadwiga -- un campo de concentración nazi de ficción en la novela del escritor Leon Uris QV VII y de la miniserie de televisión de 1974 basada en el libro.
- Jadwiga, un campo de la muerte nazi de ficción en Magnum, P.I., Temporada 1, Episodio 7, "Never Again . . . Never Again" (1981).
- Jadwiga, un fantasma en Esther Friesner's trilogía, Gnome Man's Land.  Madre de Yang, un espíritu mongol ancestral .
- Jadwigai, una caracterización en la serie Harry Turtledove's Darkness.